# Iceland International 1995
Die Iceland International 1995 im Badminton fanden vom 17. bis zum 19. November 1995 statt.

## Sieger und Platzierte
| Disziplin    | Gold                                      | Silber                                  | Bronze                                             |
| ------------ | ----------------------------------------- | --------------------------------------- | -------------------------------------------------- |
| Herreneinzel | Broddi Kristjánsson                       | Thomas Wapp                             | Tryggvi Nielsen                                    |
| Herreneinzel | Broddi Kristjánsson                       | Thomas Wapp                             | Árni Þór Hallgrímsson                              |
| Dameneinzel  | Elsa Nielsen                              | Silvia Albrecht                         | Mateja Slatnar                                     |
| Dameneinzel  | Elsa Nielsen                              | Silvia Albrecht                         | Santi Wibowo                                       |
| Herrendoppel | Árni Þór Hallgrímsson Broddi Kristjánsson | Njörður Ludvigsson Tryggvi Nielsen      | Ástvaldur Heiðarsson Jonas Weicheng Huang          |
| Herrendoppel | Árni Þór Hallgrímsson Broddi Kristjánsson | Njörður Ludvigsson Tryggvi Nielsen      | Guðmundur Adolfsson Þorsteinn Páll Hængsson        |
| Damendoppel  | Elsa Nielsen Vigdís Ásgeirsdóttir         | Guðrún Júlíusdóttir Brynja Pétursdóttir | Margrét Dan Þórisdóttir Erla Björg Hafsteinsdóttir |
| Damendoppel  | Elsa Nielsen Vigdís Ásgeirsdóttir         | Guðrún Júlíusdóttir Brynja Pétursdóttir | Katrín Atladóttir Aldis Palsdottir                 |
| Mixed        | Árni Þór Hallgrímsson Guðrún Júlíusdóttir | Broddi Kristjánsson Elsa Nielsen        | Aleš Babnik Mateja Slatnar                         |
| Mixed        | Árni Þór Hallgrímsson Guðrún Júlíusdóttir | Broddi Kristjánsson Elsa Nielsen        | Guðmundur Adolfsson Vigdís Ásgeirsdóttir           |

## Ergebnisse

### Herreneinzel
- Thomas Wapp –  Skuli Sigurdsson: 15-0 / 15-2
- Guðmundur Adolfsson –  Magnús Ingi Helgason: 15-0 / 15-1
- Tryggvi Nielsen –  Indridi Bjornsson: 15-11 / 15-9
- Þorsteinn Páll Hængsson –  Bjorn Jonsson: 15-12 / 15-2
- Árni Þór Hallgrímsson –  Magnus Jonsson: 15-0 / 15-2
- Frimann Ari Ferdinandsson –  Aleš Babnik: 15-12 / 15-13
- Njörður Ludvigsson –  Saevar Strom: 15-1 / 15-1
- Broddi Kristjánsson –  H Thorisson Sigurdur: 15-2 / 15-3
- Thomas Wapp –  Guðmundur Adolfsson: 14-18 / 15-8 / 15-6
- Tryggvi Nielsen –  Þorsteinn Páll Hængsson: 15-12 / 15-4
- Árni Þór Hallgrímsson –  Frimann Ari Ferdinandsson: 15-7 / 15-5
- Broddi Kristjánsson –  Njörður Ludvigsson: 15-12 / 15-10
- Thomas Wapp –  Tryggvi Nielsen: 15-4 / 15-10
- Broddi Kristjánsson –  Árni Þór Hallgrímsson: 18-13 / 18-16
- Broddi Kristjánsson –  Thomas Wapp: 15-7 / 17-14

### Dameneinzel
- Silvia Albrecht –  Erla Björg Hafsteinsdóttir: 11-2 / 11-3
- Vigdís Ásgeirsdóttir –  Margret Dan Thorisdottir: 11-0 / 11-2
- Mateja Slatnar –  Magnea Magnusdottir: 11-1 / 11-0
- Brynja Pétursdóttir –  Aslaug Hinriksdottir: 11-6 / 11-0
- Guðrún Júlíusdóttir –  Anna Lilja Sigurdardottir: 11-6 / 11-4
- Elsa Nielsen –  Katrín Atladóttir: 11-1 / 11-3
- Hrund Atladottir –  Aldis Palsdottir: 12-10 / 11-8
- Santi Wibowo –  Birna Gudbjartsdottir: 11-2 / 11-1
- Silvia Albrecht –  Vigdís Ásgeirsdóttir: 11-0 / 11-6
- Mateja Slatnar –  Brynja Pétursdóttir: 11-6 / 11-2
- Elsa Nielsen –  Guðrún Júlíusdóttir: 11-2 / 11-3
- Santi Wibowo –  Hrund Atladottir: 11-0 / 11-0
- Silvia Albrecht –  Mateja Slatnar: 11-6 / 12-9
- Elsa Nielsen –  Santi Wibowo: 11-5 / 12-10
- Elsa Nielsen –  Silvia Albrecht: 5-11 / 11-8 / 12-9

### Herrendoppel
- Árni Þór Hallgrímsson /  Broddi Kristjánsson –  Indridi Bjornsson /  Frimann Ari Ferdinandsson: 15-7 / 15-1
- Ástvaldur Heiðarsson /  Jonas Weicheng Huang –  Gunnar Bjornsson /  Johannes Helgason: 15-6 / 15-9
- Guðmundur Adolfsson /  Þorsteinn Páll Hængsson –  Skuli Sigurdsson /  Saevar Strom: 15-0 / 15-5
- Árni Þór Hallgrímsson /  Broddi Kristjánsson –  Ástvaldur Heiðarsson /  Jonas Weicheng Huang: 18-15 / 15-13
- Njörður Ludvigsson /  Tryggvi Nielsen –  Guðmundur Adolfsson /  Þorsteinn Páll Hængsson: 7-15 / 18-16 / 15-11
- Árni Þór Hallgrímsson /  Broddi Kristjánsson –  Njörður Ludvigsson /  Tryggvi Nielsen: 17-16 / 15-11

### Damendoppel
- Margret Dan Thorisdottir /  Erla Björg Hafsteinsdóttir –  Aslaug Hinriksdottir /  Anna Lilja Sigurdardottir: 15-8 / 18-13
- Katrín Atladóttir /  Aldis Palsdottir –  Hrund Atladottir /  Magnea Gunnarsdottir: 15-4 / 15-6
- Vigdís Ásgeirsdóttir /  Elsa Nielsen –  Margret Dan Thorisdottir /  Erla Björg Hafsteinsdóttir: 15-6 / 15-5
- Guðrún Júlíusdóttir /  Brynja Pétursdóttir –  Katrín Atladóttir /  Aldis Palsdottir: 15-1 / 15-1
- Vigdís Ásgeirsdóttir /  Elsa Nielsen –  Guðrún Júlíusdóttir /  Brynja Pétursdóttir: 15-2 / 15-11

### Mixed
- Árni Þór Hallgrímsson /  Guðrún Júlíusdóttir –  Þorsteinn Páll Hængsson /  Erla Björg Hafsteinsdóttir: 15-6 / 15-6
- Guðmundur Adolfsson /  Vigdís Ásgeirsdóttir –  Frimann Ari Ferdinandsson /  Birna Gudbjartsdottir: 15-5 / 15-4
- Árni Þór Hallgrímsson /  Guðrún Júlíusdóttir –  Aleš Babnik /  Mateja Slatnar: 15-4 / 15-2
- Broddi Kristjánsson /  Elsa Nielsen –  Guðmundur Adolfsson /  Vigdís Ásgeirsdóttir: 15-3 / 3-15 / 15-11
- Árni Þór Hallgrímsson /  Guðrún Júlíusdóttir –  Broddi Kristjánsson /  Elsa Nielsen: 15-3 / 15-7